# Пробой на убегающих электронах
Пробой на убегающих электронах — электрический пробой, в теории дающий начало молнии. Это явление было впервые рассмотрено в 1992 году российским физиком Александром Гуревичем.

## Механизм пробоя
В воздухе электроны имеют среднюю длину свободного пробега около 1 мкм. Быстрые электроны (0,3÷1,0 МэВ), движущиеся со скоростью, близкой к скорости света, имеют длину свободного пробега в 100 раз больше. С учётом длительности пробега этих электронов электрическое поле может ускорить их до энергий, намного больших, чем изначально покоившиеся электроны. Если эти быстрые электроны столкнутся с молекулами воздуха, будет высвобождено ещё несколько релятивистских электронов, создавая лавину умножения «убегающих» электронов. Образующаяся таким образом электронная лавина приводит к электрическому пробою воздуха при атмосферном давлении. Причём такой пробой происходит при напряжённости электрического поля значительно меньшей, чем та, которая необходима для обычного пробоя. Так, при давлении 1 атм пороговое поле для обычного пробоя составляет 23 кВ/см, а для пробоя на убегающих электронах — 2,16 кВ/см.
Поскольку высокоэнергетические электроны имеют гораздо более длинный свободный пробег, то даже слабые поля могут вызвать лавинный пробой и запустить пробой на убегающих электронах, но только если присутствует источник затравочных быстрых электронов с энергией, превосходящей критическую энергию убегания Ec ≥ 0,1÷1 МэВ. Таким источником могут служить космические лучи. В верхних слоях атмосферы они ионизируют молекулы воздуха, высвобождая релятивистские электроны. Плотность потока вторичных электронов космических лучей с энергией E ≥ 1 МэВ составляет порядка 1000 частиц/(м²·с). Эти электроны, попадая в область грозы, и вызывают данный вид пробоя.
Сам пробой — это ещё не молния. Область пробоя представляет собой проводящую плазму на многие десятки метров, которая может являться зачатком молнии.

## Экспериментальная проверка
Появлению теории пробоя на убегающих электронах способствовали эксперименты, которые проводились на самолётах и шарах-зондах. В них было отмечено два необычных явления:
- Величина электрического поля в грозовых облаках всегда оставалась значительно ниже критического поля, необходимого для возникновения обычного пробоя.
- В конце 1990-х годов в грозовом облаке впервые зафиксировали резкую вспышку гамма-излучения с энергией фотонов до 100 кэВ (такое излучение, создаваемое космическими лучами, в 1000 раз слабее).

Пробой на свободных электронах не наблюдался в лабораторных условиях, так как для соответствующего разбега электронов нужно расстояние, существенно превосходящее характерную длину экспоненциального нарастания лавины убегающих электронов, которая при атмосферном давлении составляет около 50 метров, то есть нужно создать напряжение более 10 мегавольт.
В 2002 году в лаборатории оптических исследований ИСЭ СО РАН начались эксперименты по изучению высоковольтного наносекундного газового разряда, инициируемого убегающими электронами, в плотных газовых средах. В ходе экспериментов ведётся непрерывный мониторинг широких атмосферных ливней, регистрируются радио- и гамма-излучения в широком диапазоне частот. Во время грозы все детекторы работают непрерывно в автоматическом режиме, чтобы не пропустить ни одного события.